# Allium bucharicum
{{#ifeq:0|0|{{#if:|{{#if:Alliumbucharicum|[[]}}|}}}}
Allium bucharicum — вид рослин з родини амарилісових (Amaryllidaceae); поширений у Таджикистані, Узбекистані, Афганістані.

## Поширення
Поширений у Таджикистані, Узбекистані, Афганістані.